# Mănăstirea Mislea
Mănăstirea Mislea este un ansamblu de monumente istorice aflat pe teritoriul satului Mislea, comuna Scorțeni. În Repertoriul Arheologic Național, monumentul apare cu codul 135208.01.

Ansamblul este format din trei monumente:
- Casa domnească (beciuri) (cod LMI PH-II-m-A-16542.01)
- Ruine chilii de pe latura de est a incintei (cod LMI PH-II-m-A-16542.02)
- Zidurile celor două incinte (cod LMI PH-II-m-A-16542.03)